# Гасселтернейвенсхемонд
Гасселтернейвенсхемонд (нід. Gasselternijveenschemond) — село в нідерландській провінції Дренте. Входить до муніципалітету А-ен-Гюнзе.
Його площа становить 1,11 км², а населення станом на 2021 рік складало 635 осіб.
Перша згадка про населений пункт датується 1843 роком.